# Maniace
Maniace – miejscowość i gmina we Włoszech, w regionie Sycylia, w prowincji Katania.
Według danych na rok 2004 gminę zamieszkiwało 3545 osób, 101,3 os./km².